# Diaphorus ciliatus
Diaphorus ciliatus är en tvåvingeart som beskrevs av Becker 1922. Diaphorus ciliatus ingår i släktet Diaphorus och familjen styltflugor.
Artens utbredningsområde är Peru. Inga underarter finns listade i Catalogue of Life.